# アイドル麻雀ファイナルロマンス
『アイドル麻雀ファイナルロマンス』（あいどるまーじゃんふぁいなるろまんす）は、1991年12月に発売されたアーケード用脱衣麻雀。開発・発売はビデオシステム。『対戦アイドル麻雀ファイナルロマンス2』以降のシリーズ続編は登場人物がアニメ調であるのに対し、本作は実在の女性アイドルをリアルに表現している。
主人公のもとに8人の美女から全員同じ日のデートの誘いが入る。一人の美女のもとに引き止められなければ全員とデート可能だ。プレイヤーは主人公に代わって美女たちと麻雀を打ち、勝てば次の美女とデートできる…というストーリー仕立ての作品。
2023年現在、他機種への移植が実現していないファイナルロマンスシリーズで唯一の作品である。

## 登場人物
BからHのボタンを押しながらスタートボタンを押すと二人目以降の対戦相手からはじめられる
- 一人目:持ち点10000点, 85-58-88
- 二人目:持ち点15000点, 84-60-85
- 三人目:持ち点20000点, 92-62-88
- 四人目:持ち点25000点, 82-54-83
- 五人目:持ち点30000点, 80-59-80
- 六人目:持ち点35000点, 88-58-85
- 七人目:持ち点35000点, 82-59-84
- 八人目:持ち点35000点, 90-60-84

## イカサマアイテム
- A:牌交換チャンス - 配牌を見た後で使うかどうか選択できる。配牌の一部または全部を交換できる。1000G
- B:透けルンですHI - 配牌を見た後または牌交換チャンスを使った後で使うかどうか選択できる。対戦相手の手牌が透視できる。3000G
- C:海底チャンス宝箱 - プレイヤーが聴牌で流局すると使うかどうか選択できる。1/3の確率であたり牌を引ける。海底撈月の一翻も付く。5000G
- D:積込注射ビッグX - 配牌を見る前に使うかどうか選択できる。配牌が良くなる。
  - LV.A:役牌積み込み。8000G
  - LV.B:七対子積み込み。LV.Aを持っていることを前提にさらに10000G支払うと手に入る。計18000G
  - LV.C:三色同順積み込み。LV.Bを持っていることを前提にさらに14000G支払うと手に入る。計32000G
  - LV.D:混一色積み込み。LV.Cを持っていることを前提にさらに18000G支払うと手に入る。計50000G
  - LV.E:清一色積み込み。LV.Dを持っていることを前提にさらに26000G支払うと手に入る。計76000G
  - LV.?:役満積み込み。LV.Eを持っていることを前提にさらに42000G支払うと手に入る。計118000G
- E:ロン封じ閃光機 - 対戦相手がリーチを掛けると自動で発動する。5巡の間、何を切っても通る。10000G
- F:気合い一発立直棒 - リーチを掛けるとき使うかどうか選択できる。99%の確率で一発自摸。20000G
- G:危機脫出! 装置 - 対戦相手が和了すると自動で発動する。その局を無かったことに。35000G
- H:スコア平均転送機 - 配牌を見る前に使うかどうか選択できる。対戦相手の持ち点をプレイヤー側に転送し、両者の持ち点を平均化する。50000G